# جويل باتس
جويل باتس (بالفرنسية: Joël Bats) المولود في 4 يناير 1957 في مونت دي مارسان في فرنسا، حارس كرة قدم مشهور سابق.
لعب مع منتخب فرنسا لكرة القدم.

## روابط خارجية
- جويل باتس على موقع الاتحاد الدولي (مؤرشف)  (الإنجليزية)
- جويل باتس على موقع قاعدة بيانات كرة القدم.إي يو (الإنجليزية)
- جويل باتس على موقع ناشيونال فوتبول تيمز (الإنجليزية)
- جويل باتس على موقع Soccerway.com (الإنجليزية)
- جويل باتس على موقع عالم كرة القدم.نت (الإنجليزية)